# Freyini
Freyini, es una tribu de pequeñas arañas araneomorfas, pertenecientes a la familia Salticidae.  Se distribuyen por América con una especie Freya dyali que es endémica de Pakistán, y Frigga crocuta disgtribuida por Australia.

## Géneros
- Aphirape C. L. Koch, 1850 — Sudamérica (8 especies)
- Capidava Simon, 1902 — Sudamérica (7 especies)
- Chira Peckham & Peckham, 1896 — Sudamérica (16 especies)
- Edilemma Ruiz & Brescovit, 2006 — Brésil (1 especie)
- Eustiromastix Simon, 1902 — Sudamérica (11 especies)
- Freya C. L. Koch, 1850 — de l'Amérique centrale à Sudamérica, Pakistan (31 especies)
- Frigga C. L. Koch, 1850 — de l'Amérique centrale à Sudamérica, Australia (10 especies)
- Kalcerrytus Galiano, 2000 — Sudamérica (15 especies)
- Nycerella Galiano, 1982 — de l'Amérique centrale à Sudamérica (8 especies)
- Pachomius Peckham & Peckham, 1896 — de l'Amérique centrale à Sudamérica (6 especies)
- Phiale C. L. Koch, 1846 — de l'Amérique centrale à Sudamérica (35 especies)
- Sumampattus Galiano, 1983 — Sudamérica (3 especies)
- Trydarssus Galiano, 1995 — Sudamérica (2 especies)
- Tullgrenella Mello-Leitão, 1941 — Sudamérica (13 especies)
- Wedoquella Galiano, 1984 — Sudamérica (3 especies)